# Гламур (серіал, 2023)
«Гламур» (англ. Glamorous) — американський інтернет-серіал 2023 року в жанрі комедії-драми. Створено компаніями «Two Shakes Entertainment» і «CBS Studios».
Серіал вийшов на «Netflix» 22 червня 2023 року і налічує 10 серій.

## Сюжет
Блогер-початківець Марко влаштовується на роботу мрії в косметичній компанії та починає приголомшливий шлях самопізнання на тлі робочого хаосу й романтичних проблем.

## Актори та персонажі

### Головні
| Актор           | Роль            |
| --------------- | --------------- |
| Кім Кетролл     | Мадолін Еддісон |
| Міс Бенні       | Марко Мехіа     |
| Джейд Пейтон    | Веніша Келахер  |
| Зейн Філліпс    | Чед Аддісона    |
| Майкл Хсу Розен | Бен             |
| Аєша Гарріс     | Брітт           |
| Грем Паркхурст  | Паркер          |

### Повторювані
| Актор            | Роль         |
| ---------------- | ------------ |
| Діана-Марія Ріва | Джулія Мехія |
| Ліза Гілрой      | Аліссасейс   |
| Марк Деклін      | Джеймс       |
| Ніколь Пауер     | Мікіннлі     |
| Даміан Террікес  | Дізмал       |

### Запрошена зірка
| Актор            | Роль  |
| ---------------- | ----- |
| Priyanka         |       |
| Chiquitita       |       |
| Monét X Change   |       |
| Джоел Кім Бустер | Кліфф |
| Метт Роджерс     | Тоні  |

## Український дубляж
Українською мовою дубльовано студією «Postmodern» на замовлення «Netflix» 2023 року.
- Режисерка дубляжу — Світлана Шекера
- Звукооператор — Сергій Александров
- Спеціалісти зі зведення звуку: Богдан Єрьоменко, Сергій Александров і Дмитро Клубань
- Менеджерка проєкту — Катерина Трубенок
- Перекладачка — Юлія Євсюкова
- Спеціалістка з адаптації — Анна Альзоба

Ролі дублювали:
- Марко — Олександр Погребняк
- Медолін — Світлана Шекера
- Веніша — Юлія Перенчук
- Чед — В'ячеслав Хостікоєв
- Бен — Максим Самчик
- Брітт — Еліна Сукач
- Паркер — Ігор Пазич
- Джулія — Вікторія Білан-Ращук
- Мікінлі Вільямс — Марина Локтіонова
- Дізмал — Євгеній Лісничий
- Аліссасейс — Анна Павленко
- Тоні — Андрій Соболєв

А також: Роман Семисал, Роман Солошенко, Анастасія Чубинська, Віталій Ізмалков, Катерина Трубенок, Едуард Кіхтенко Сергій Кияшко, Іван Розін, Павло Скороходько та В'ячеслав Скорик та інші.

## Сезони
| Сезон | Епізоди | Епізоди | Оригінальний показ | Оригінальний показ | Оригінальний показ |
| Сезон | Епізоди | Епізоди | Перший показ       | Останній показ     | Мережа             |
| ----- | ------- | ------- | ------------------ | ------------------ | ------------------ |
| 1     | 10      | 10      | 22 червня 2023     | 22 червня 2023     | Netflix            |

## Список серій

### Сезон 1 (2023)
| № | #  | Назва                                                     | Режисер             | Сценарист       | Перший ефір у США |
| --- | -- | --------------------------------------------------------- | ------------------- | --------------- | ----------------- |
| 1 | 1  | «Термінове підтвердження» «RSVP Now!»                     | Тодд Штраус-Шульсон | Джордон Нардіно | 22 червня 2023    |
| Одержимий косметикою Марко знімає відеоуроки, щоб створити свій бренд, але працює в торговому центрі. Зустріч з іконою краси все докорінно змінює.          |    |                                                           |                     |                 |                   |
| 2 | 2  | «Таємне місце» «Secret Location»                          | Тодд Штраус-Шульсон | Джастін В. Ло   | 22 червня 2023    |
| Веніша бере Марко під своє крило, але колега прагне стати на заваді його зусиллям. Медолін неохоче обмірковує велику угоду.                                 |    |                                                           |                     |                 |                   |
| 3 | 3  | «Кінець черги» «Back of the Line»                         | Бреннан Шрофф       | Ешлі Скідмор    | 22 червня 2023    |
| Напередодні презентації Медолін стикається з тиском, Веніша розглядає можливі варіанти, а Марко перетинає межу на роботі й в особистому житті.              |    |                                                           |                     |                 |                   |
| 4 | 4  | «Лише готівка» «Cash Only»                                | Бреннан Шрофф       | Джордон Нардіно | 22 червня 2023    |
| Медолін терміново потрібен супутник для заходу. Веніша покладається на близьку людину. Марко хоче, щоб Паркер прояснив характер їхніх стосунків.            |    |                                                           |                     |                 |                   |
| 5 | 5  | «Я не можу вас впустити» «I Cannot Accommodate You»       | Бреннан Шрофф       | Селест Васкес   | 22 червня 2023    |
| Після зливу інформації про кампанію «Гламур» Чед шукає винного за допомогою серйозної юристки. Медолін знаходить натхнення після нічної прогулянки з Марко. |    |                                                           |                     |                 |                   |
| 6 | 6  | «У нас ліміт» «We Are at Capacity»                        | Девід Воррен        | Джастін В. Ло   | 22 червня 2023    |
| Команда наполегливо працює над новою кампанією та робить важливий прорив. Марко постає перед вибором між красивими жестами та щирим зв’язком.               |    |                                                           |                     |                 |                   |
| 7 | 7  | «Мені байдуже, кого ти знаєш» «I Don't Care Who You Know» | Бреннан Шрофф       | Тоні Л. Гомез   | 22 червня 2023    |
| Хтось зливає інсайдерську інформацію, а несподіване викриття ставить під загрозу угоду про продаж із «Вандем’єром». Марко повинен зробити вибір.            |    |                                                           |                     |                 |                   |
| 8 | 8  | «Ви в списку?» «Are You on the List?»                     | Девід Воррен        | Джордон Нардіно | 22 червня 2023    |
| Марко їде на вихідні в Провінстаун, де хоче вразити всіх своїм новим стилем. На вечірці з’являються несподівані гості.                                      |    |                                                           |                     |                 |                   |
| 9 | 9  | «Проходьте» «Come Thru»                                   | Ребекка Ашер        | Ешлі Скідмор    | 22 червня 2023    |
| Угода з «Вандем’єром» приймає несподіваний поворот, і команда хвилюється, що справи «Гламуру від Медолін» ніколи не налагодяться. Марко змінює свою думку.  |    |                                                           |                     |                 |                   |
| 10 | 10 | «Залиште чайові» «Tip the Girls»                          | Ребекка Ашер        | Джордон Нардіно | 22 червня 2023    |
| Марко викладає в мережу відео, яке розлючує шанувальників інфлюенсерки. Він вирішує налагодити важливі стосунки та почати все спочатку.                     |    |                                                           |                     |                 |                   |

## Відгуки критиків
| Сезон | Відгуки критиків   | Відгуки критиків |
| Сезон | Rotten Tomatoes    | Metacritic       |
| ----- | ------------------ | ---------------- |
| 1     | 57 % (14 рецензій) | 57 (7 рецензій)  |

#### Сезон 1
На сайті-агрегаторі рецензій Rotten Tomatoes перший сезон має 57 % «свіжості» на основі 14 рецензій із середнім рейтингом 5,4/10.
На Metacritic серіал отримав 57 балів зі 100 на основі 7 рецензій від кінокритиків, що свідчить про «загалом позитивні рецензії».